# Panserbismus
Panserbismus ist ein von Kritikern verwendeter Begriff, der eine serbische, nationalistisch orientierte Sonderform des Panslawismus bezeichnen soll. Er wurde im Jahre 1903 von kroatischen Schülern Strossmayers in Anlehnung an den Begriff Panrussismus geprägt und dem serbisch-kroatischen Aktionsbündnis Frano Supilos, dem Jugoslawismus bzw. Illyrismus Strossmayers sowie dem Neoslawismus des Jungtschechen Masaryk und des Russen Miljukow gegenübergestellt.

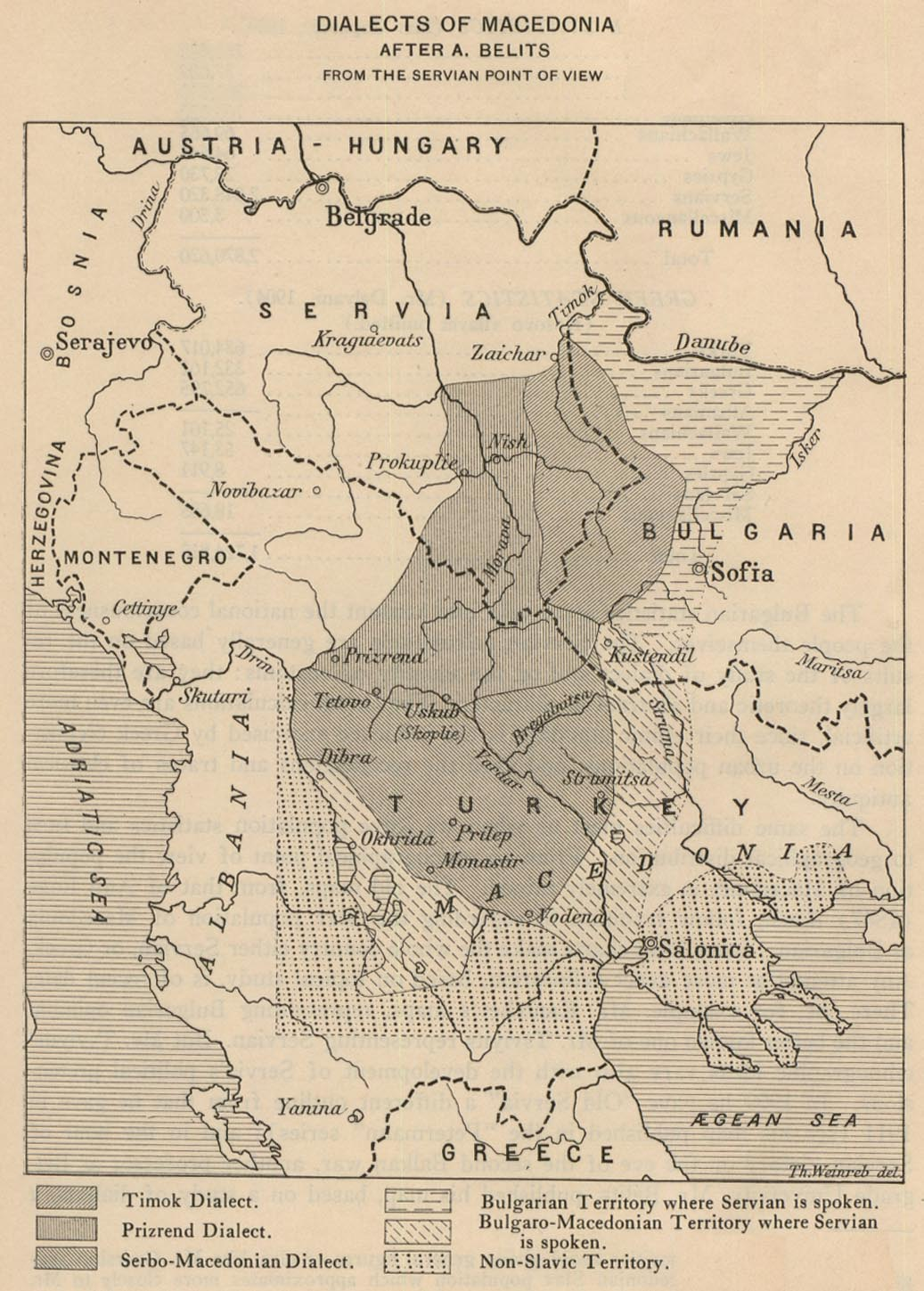
Der Panserbismus erklärte die westbulgarischen Dialekte zu Serbisch

Dieser Darstellung zufolge strebten panserbische Nationalisten und Monarchisten statt einer demokratischen Föderation südslawischer Republiken ein südslawisches Großreich unter serbischer Führung an. Ihr erster Erfolg war die Etablierung des von Westeuropa zwischenzeitlich übernommenen Serbokroatismus und der serbokroatischen Sprache. Dieses sprachwissenschaftlich ummäntelte Serbentum (srpstvo) vereinnahme Kroaten und Bosniaken (bosnische Muslime) kurzerhand als katholische Serbokroaten oder muslimische Serbokroaten, orthodoxe Mazedonier oder Montenegriner gar als Südserben und die Bulgaren, die im Südosten des Landes lebten, zu Serben. In diesem Zusammenhang wurden auch die westbulgarischen Dialekte als Teil der serbischen Sprache gesehen und eine serbische Minderheit im Westen Bulgariens proklamiert.
Der Panserbismus hatte seine Gegenspieler in der kroatisch-nationalistischen Bewegung und im Jugoslawismus. Als wichtigen Vertreter des „Panserbismus“ zu Anfang des 20. Jahrhunderts betrachten Kritiker den serbischen Premier Nikola Pašić. In jüngerer Zeit wurde der serbisch-jugoslawische Präsident Slobodan Milošević von manchen als Fortsetzer der panserbistischen Politik betrachtet, der Begriff „Panserbismus“ wird in diesem Zusammenhang allerdings nur selten verwendet.
In serbischen Quellen wird der Begriff „Panserbismus“ so gut wie nicht verwendet. Er gilt dort als ein von Österreich-Ungarn bzw. stellvertretend von der römisch-katholischen kroatischen Opposition in Österreich-Ungarn geschaffenes, propagandistisches und pauschales Schlagwort, das überwiegend die Diffamierung von orthodoxen Serben zum Zweck habe und die Handlungen serbischer Politiker in einem von national-kulturellem Wahn und Großmachtfantasien dominierten geschichtlichen Kontext agitatorisch darstelle. Serbische Nationalisten verwenden höchstens den ähnlich umstrittenen Begriff großserbisch. Eine besonders häufige Erwähnung des Begriffes „Panserbismus“ finde man demnach in österreichisch-ungarischen Quellen.
Vojislav Šešelj, ehemaliger Vorsitzender der Serbischen Radikalen Partei, zitierte in seinem Werk Ideologie des serbischen Nationalismus ein 1915 erschienenes Buch des französischen Slawisten und Historikers Ernest Denis mit dem Titel La grande Serbie, in dem Denis den Panserbismus als einen durch fremde Mächte herbeigeführten Ausdruck des serbischen Strebens nach einer kulturellen und territorialen Vereinigung deutlich positiv charakterisiert. Šešeljs Buch ist ein Abriss des Werkes des serbischen Statistikers, Juristen, Historikers und Universitätsprofessors Lazo M. Kostić (1897–1979) (nicht zu verwechseln mit dem serbischen Dichter Laza Kostić), der nach dem Zweiten Weltkrieg wegen angeblicher Kollaboration mit den Achsenmächten aus dem Land fliehen musste. Kostić, der als wichtiger Ideologe des serbischen Nationalismus gilt, lebte nach 1945 im Exil in der Schweiz und hinterließ ein umfangreiches Werk, das von Šešelj herausgegeben wird. Von offiziellen historiografischen Kreisen werde Kostićs Werk ignoriert, er selbst findet keine Erwähnung in der zehnbändigen „Geschichte des serbischen Volkes“ der Serbischen Akademie der Wissenschaften und Künste.